# Uru Kaskazini
Uru Kaskazini (übersetzt Uru Nord) ist ein Verwaltungsbezirk (Ward) des Distrikts Moshi in der tansanischen Region Kilimandscharo.

## Geografie
Uru Kaskazini liegt im Nordosten von Tansania nördlich der Regionshauptstadt Moshi am Südhang des Kilimandscharo. Der tiefste Punkt im Süden ist bei 1200 Meter Seehöhe, nach Norden steigt das Gebiet auf 3200 Meter an.
Uru Kaskazini grenzt im Norden an Tarakea Motamburu, Nanjara, Kirwa Keni und Ushiri Ukuini, die alle zum Distrikt Rombo gehören. Im Osten grenzt Uru Shimbwe an, im Süden Uru Kusini und im Westen Kibosho Mashariki.
Bei der Volkszählung 2022 lebten 10.817 Menschen in 2768 Haushalten auf einer Fläche von 45,4 Quadratkilometern.

## Gliederung
Der Bezirk besteht aus vier Gemeinden (Mtaa) mit 13 Orten (Kitongoji):
| Msuni - Wasale - Kyaseni - Tawingo | Ongoma - Ongoma Kusini - Ongoma Mamba - Manoshi | Mrawi - Kirishi - Kisimeni - Shinga | Njari - Kyaurinde - Njari Wami - Wami - Rononi Ongo |

## Wirtschaft und Infrastruktur
- Bildung: Von den drei weiterführenden Schulen des Bezirks werden zwei staatlich geführt: Die Kisarika Secondary School und die Msiriwa Secondary School bilden Mädchen und Burschen bis zur 4. Stufe aus.[8][9] Die Uru Secondary School wurde 1973 gegründet, ist Tagesschule und Internat und wird von der katholischen Kirche Moshi geleitet.[10]
- Gesundheit: Fumbuni ist eine staatliche Apotheke,[11] Uru Mission eine private, die von der katholischen Kirche geführt wird.[12]